# Sengoku Basara
Sengoku Basara (japanisch 戦国BASARA) ist eine Computerspielreihe von Capcom, die auch mehrfach als Anime adaptiert wurde.
Die Handlung basiert lose auf der Sengoku-Zeit als Japan in eine Vielzahl von Einzelterritorien zersplittert war, deren Lehensherren (Daimyō) danach strebten Japan zu einigen.

## Veröffentlichung
Die Spielereihe begann am 21. Juli 2005 mit der Veröffentlichung des ersten namensgebenden Spiels für die PlayStation 2. Eine lokalisierte Fassung erschien unter dem Titel Devil Kings am 12. Oktober 2005 in den USA und am 3. Februar 2006 in Europa.
Die Fortsetzung Sengoku Basara 2 wurde am 27. Juli 2006 für die PS2 veröffentlicht. Eine Erweiterung namens Sengoku Basara 2: Heroes (戦国BASARA2 英雄外伝) folgte am 29. November desselben Jahres, ebenso wie eine Fassung für die Nintendo Wii die beide Inhalte vereint.
Am 9. April 2008 folgte das Fighting-Game-Spin-off Sengoku Basara X für das Arcade-System Namco System 246/256, sowie am 26. Juni für die PS2. Sengoku Basara: Battle Heroes für die PlayStation Portable kam am 9. April 2009 auf den japanischen Markt. Sengoku Basara: Chronicle Heroes, die Fortsetzung von Battle Heroes, wurde am 21. Juli 2011 für die PSP veröffentlicht.
Der dritte Teil der Hauptreihe, Sengoku Basara 3, erschien am 29. Juli 2010 für die PlayStation 3 und die Wii. In den USA und Europa erschien das Werk unter dem Titel Sengoku Basara: Samurai Heroes am 12. bzw. 16. Oktober 2010 da der zweite Teil in diesen Regionen nie veröffentlicht wurde. Eine erweiterte Fassung namens Sengoku Basara 3: Utage (戦国BASARA3 宴) mit weiteren spielbaren Figuren erschien am 10. November 2011 für beide Systeme.
Am 30. August 2012 erschien eine HD-Neuauflage der ersten beiden Teile für die PS3.
Der vierte Teil, Sengoku Basara 4, kam am 23. Januar 2014 für die PS3 auf den Markt. Am 23. Juli 2015 folgte die überarbeitete Fassung Sengoku Basara 4: Sumeragi (戦国BASARA4 皇) für PS3 und PS4.
Ein weiteres Spin-off namens Sengoku Basara: Sanada Yukimura Den (戦国BASARA 真田幸村伝) folgte am 25. August 2016 für PS3 und PS4.

## Anime
Die erste Serie entstand bei Production I.G unter der Regie von Itsurō Wakasaki mit dem Charakterdesign von Tōru Ōkubo. Die erste Staffel mit 12 Folgen lief vom 2. April bis 18. Juni 2009 nach Mitternacht (und damit am vorigen Fernsehtag) auf CBC, sowie mit Versatz von bis zu einer Woche auch auf TV Yamanashi, TBS, MBS, Hokkaidō Hōsō, Tōhoku Hōsō und RKB Mainichi Hōsō. Die zweite Staffel mit weiteren 12 Folgen lief vom 11. Juli bis 26. September 2010 auf MBS und TBS. Die DVD- und Blu-ray-Veröffentlichungen enthielt jeweils noch eine weitere 13. Folge. Die Serie wurde von MyVideo lizenziert und konnte ab Sommer 2013 auf deren Plattform mit eigener Synchronisation angeschaut werden.
Date Masamune und Sanada Yukimura sind zwei junge Samurais in der Sengoku-Zeit. Masamune ist Herrscher der nördlichen Provinzen (Ōshū), während Yukimura ein treuer Diener von Takeda Shingen ist. Zwischen ihnen entwickelt sich eine ähnliche Beziehung wie bei Takeda und Uesugi Kenshin: Eine offene Rivalität, dennoch zollen sie sich gegenseitig ihren Respekt.
In der ersten Staffel müssen sie sich mit dem nach Macht gierenden Oda Nobunaga (der 1. „Reichseiniger“) auseinandersetzen und schließen sich mit weiteren Samurais und Daimyos zu einer Allianz zusammen, um Nobunaga zu stürzen. Dieser war überall nur als „Sechster Dämonenkönig“ bekannt, so steckte er den Geburtsort seiner Ehefrau Nōhime in Brand und das Kloster Enryaku-ji. Am Ende der Staffel gelingt es dem Bündnis Nobunaga zu besiegen und mit ihm seine gesamte Gefolgschaft.
In der zweiten Staffel taucht mit Toyotomi Hideyoshi (der 2. „Reichseiniger“) ein neuer Widersacher auf, der mit Waffengewalt die Alleinherrschaft über Japan erlangen will. Wieder verbünden sich die alten Rivalen Yukimura und Masamune mit weiteren Daimyos zu einer Allianz, um Toyotomi aufzuhalten.
Ein Kinofilm kam am 4. Juni 2011 in die japanischen Kinos und handelte vom 3. „Reichseiniger“ Tokugawa Ieyasu und die Schlacht von Sekigahara.
Eine Neuerzählung unter dem Titel Sengoku Basara: Judge End entstand bei Telecom Animation Film unter der Regie von Takashi Sano. Die 12 Folgen wurden vom 6. Juli bis 28. September 2014 auf NTV erstausgestrahlt, sowie mit bis zu zwei Wochen Versatz auch auf Yomiuri TV und BS NTV.
2018 folgte das komödiantische Spin-off Gakuen Basara, das die Handlung in die Schule in moderner Zeit verlegt. Dieses entstand bei Brain’s Base unter der Regie von Minoru Ōhara und wurde vom 5. Oktober bis 21. Dezember 2018 nach Mitternacht auf TBS ausgestrahlt. Eine deutsche Fassung wurde von FilmConfect lizenziert und bei Anime on Demand unter dem Titel Gakuen Basara: Samurai Highschool als Simulcast gestreamt.

### Musik
In der ersten Staffel wurde von der Musikgruppe Abingdon Boys School das Lied JAP als Eröffnungslied verwendet. Das Lied Break & Peace von Dustz stellte, außer in der letzten Folge, das Abspannlied dar. In der letzten Folge, also der 13., wurde das Lied dear sunshine von Daigo verwendet.
In der zweiten Staffel wurde wieder nur ein Eröffnungslied verwendet und zwar Sword Summit von T.M.Revolution. El Dorado von Angelo hörte man in den ersten sechs Folgen als Abspannlied, von der siebten bis elften Folge wurde FATE vom selben Künstler verwendet. Die 12. Folge hatte kein Eröffnungslied. Das bis dahin als Eröffnungslied verwendete Sword Summit wurde als Abspannlied der Folge verwendet.
Im Film wurde Flags als Eröffnungslied verwendet, sowie The Party must go on von T.M.Revolution als Abspanntitel.

### Synchronisation
| Rolle              | Japanische Synchronisation (Seiyū) | Deutsche Synchronisation |
| ------------------ | ---------------------------------- | ------------------------ |
| Date Masamune      | Kazuya Nakai                       | Niels Kurvin             |
| Sanada Yukimura    | Sōichirō Hoshi                     | Ralph Kretschmar         |
| Maeda Keiji        | Masakazu Morita                    | Benno Lehmann            |
| Oda Nobunaga       | Norio Wakamoto                     | Helmut Rühl              |
| Sarutobi Sasuke    | Takehito Koyasu                    | Mario Hassert            |
| Takeda Shingen     | Tesshō Genda                       | Thomas Arnold            |
| Uesugi Kenshin     | Romi Paku                          | Mehmet Yilmaz            |
| Oichi              | Mamiko Noto                        | Caroline Hassert         |
| Toyotomi Hideyoshi | Ryotaro Okiayu                     | Mathis Landwehr          |
| Matsu Maeda        | Yuko Kaida                         | Tabea Börner             |
| Nagamasa Azai      | Kōji Tsujitani                     | Philipp Richter          |

## Historische Personen
Die Personen sind nach ihrer historischen Zugehörigkeit sortiert. Die drei „Reichseiniger“ sind fett markiert
- Oda Nobunaga
  - Akechi Mitsuhide
  - Maeda Toshiie
  - Mori Ranmaru
  - Nōhime
  - Maeda Toshimasu/Maeda Keiji
  - Maeda Matsu
- Tokugawa Ieyasu
  - Mogami Yoshiaki
  - Date Masamune
    - Katakura Kojūrō

  - Honda Tadakatsu
- Miyamoto Musashi
- Takeda Shingen
  - Imagawa Yoshimoto
  - Kōsa
- Uesugi Kenshin
  - Naoe Kanetsugu
- Mōri Motonari
- Azai Nagamasa
  - Oichi
- Hōjō Ujimasa
  - Fūma Kotarō
- Suzuki Magoichi
- Satake Yoshishige
- Ōtomo Sōrin
- Toyotomi Hideyoshi
  - Sanada Yukimura
    - Sarutobi Sasuke

  - Takenaka Shigeharu
  - Ishida Mitsunari
  - Kobayakawa Hideaki
  - Kuroda Yoshitaka
  - Ōtani Yoshitsugu
  - Chōsokabe Motochika
  - Tachibana Muneshige
- Amago Haruhisa
- Shimazu Yoshihiro
- Matsunaga Hisahide
- Tenkai

### Fiktion und Realität
Die Charaktere und Zeitabläufe von „Sengoku Basara“ basieren nur sehr locker auf den tatsächlichen Ereignissen. So ist es unmöglich, dass Date Masamune und Sanada Yukimura zu Lebzeiten von Takeda Shingen und Uesugi Kenshin schon Samurais gewesen sein konnten, da Shingen 1573 und Uesugi 1578 verstarben, aber Masamune und Yukimura beide erst 1567 geboren sind. Zwar stand der Vater von Yukimura im Dienste von Takeda Shingen, aber nach dem Tod von Shingen und der Schlacht zwischen Oda Nobunaga und dem Sohn Takeda Shingens, Takeda Katsuyori, ging der Clan der Takeda 1575 unter und die Familie Sanada schloss sich Toyotomi Hideyoshi an. So ist auch der Inhalt der zweiten Staffel sehr weit hergeholt, dass Sanada sich gegen Toyotomi stellt und ihn bekämpft. Bezüglich Toyotomi selber ist auch anzumerken, dass die Macher der Serie ihn als eine Person auftreten ließen, der keinerlei Verbindung zu Oda Nobunaga besitzt, was historisch auch falsch ist, da er ein Vasalle von ihm war.
Zwar sind die einzelnen historischen Personen unmissverständlich anhand des Mon und/oder der Kleidung erkennbar, aber wurden so manche fiktive Eigenschaften dazugedichtet.
So wird Date Masamune zum Beispiel richtig mit seinem Mon, einer Augenklappe für das rechte Auge und seinem charakteristischen Kabuto dargestellt, aber Capcom dichtet dazu, dass er sechs Schwerter gleichzeitig benutzt, sein Pferd an eine Harley erinnert und er ab und an Englisch redet. Auch wird Uesugi sehr feminin dargestellt, was durch die Stimme von Romi Paku, einer weiblichen Seiyū verstärkt wird.